# آگیوس یاکووس
آگیوس یاکووس (به لاتین: Agios Iakovos) یک منطقهٔ مسکونی در قبرس شمالی است که در ناحیه اسکله واقع شده‌است. آگیوس یاکووس ۲۲۹ نفر جمعیت دارد.